# Guillaume Gallienne
Guillaume Gallienne (* 8. února 1972 Neuilly-sur-Seine) je francouzský herec, komik, scenárista a režisér.
Za svou práci získal mnoho ocenění, zvláště dvě ceny Molière (2010, 2011) a pět Césarů (2014). Většinu cen získal za svůj nejznámější autobiografický film Kluci a Guillaume, ke stolu!, kde hrál nejen sám sebe, ale i roli své matky. Za toto ztvárnění získal cenu César pro nejlepšího herce.

## Filmografie

### Herec
- 1992: Tableau d'honneur: Castagnier
- 1995: Sabrina: Asistent

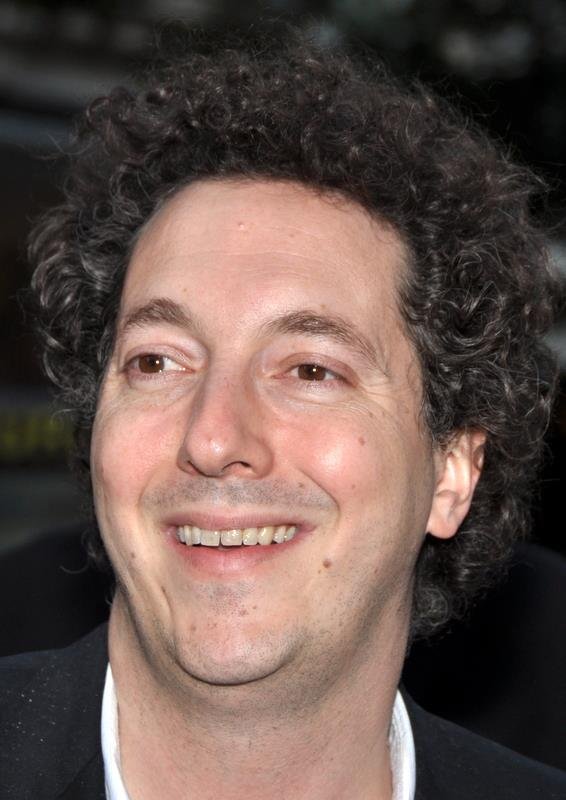
Guillaume Gallienne na předpremiéře filmu Asterix a Obelix ve službách Jejího Veličenstva

- 1996: Un samedi sur la terre: Učeň na klenotníka
- 1997: Jeunesse: Muž z Lyonu
- 1997: La Leçon de tango: Kamarád Pabla
- 1999: Monsieur Naphtali: Sommergan
- 1999: Une pour toutes: Prodejce s nemovitostmi
- 2000: Jet Set: Evrard Sainte-Croix
- 2003: Fanfán Tulipán: Aimé Bonaventure Claudion Dominique de La Houlette
- 2003: Můj učitel Ibrahim: Prodejce aut
- 2004: Narko: Samuel Pupkin
- 2005: Tu vas rire, mais je te quitte: Pierre-Louis
- 2006: Sedadla v parteru: Pascal
- 2006: Marie Antoinetta: hrabě Vergennes
- 2006: Džungle: Mathias Warkhevytch
- 2006: Mon colonel: Prefekt
- 2007: Kandidát: Sam
- 2007: Lovci pokladů 2: Kniha tajemství: Policista na kole
- 2008: Nehanebné lásky Françoise Sagan: Jacques Quoirez
- 2008: Musée haut, musée bas: Max Perdelli
- 2009: Koncert: Kritik
- 2010: Ensemble, nous allons vivre une très, très grande histoire d'amour...: Hubert
- 2010: L'Italien: Jacques
- 2012: Confession d'un enfant du siècle: Mercanson
- 2012: Asterix a Obelix ve službách Jejího Veličenstva: Jolitorax
- 2013: Kluci a Guillaume, ke stolu!: Guillaume a Guillaumova matka
- 2014: Yves Saint Laurent: Pierre Bergé

### Krátkometrážní
- 1994: Les Flammes du désespoir
- 1996: Putain de voleuses
- 1996: Sans doute lui
- 1997: Fils de personne
- 1998: Pop-corn
- 1999: Mon plus beau mariage
- 2001: Le Cœur sur la main
- 2001: En scène !
- 2001: L'Élu
- 2006: Le Dernier Épisode de Dallas
- 2009: L'Invitation

### Režie
- 2014: Kluci a Guillaume, ke stolu!

## Ocenění a nominace

### Ocenění
- 2010: Molières 2010: Divadlelní objev - herec za Kluci a Guillaume, ke stolu!
- 2010: Cena SACD pro komediální talent/one man show za Kluci a Guillaume, ke stolu!
- 2011: Molières 2011: Nejlepší herec ve vedlejší roli za Un fil à la patte
- 2012: Prix Raymond-Devos od francouzského ministerstva kultury
- 2013: Prix Michel-d'Ornano: Les garçons et Guillaume, à table !
- 2013: Cena diváků na festivalu frankofonního filmu v Angoulême za Kluci a Guillaume, ke stolu!
- 2013: Zlatá cena na festivalu frankofonního filmu v Angoulême za Kluci a Guillaume, ke stolu!
- 2013: Cena pro objev na festivalu frankofonního filmu v Namuru za Kluci a Guillaume, ke stolu!
- 2014: Prix Lumières 2014: nejlepší herec za Kluci a Guillaume, ke stolu!
- 2014: Étoile d'or du cinéma français 2014 : nejlepší první role a nejlepší první film pro Kluci a Guillaume, ke stolu!
- 2014: César 2014 za Kluci a Guillaume, ke stolu!:
  - Nejlepší herec
  - Nejlepší film
  - Nejlepší filmový debut
  - Nejlepší adaptovaný scénář
- 2014: Křišťálový glóbus: nejlepší herec za Kluci a Guillaume, ke stolu!

### Nominace
- Molières 2009: nominace pro nejlepšího herce ve vedlejší roli za Fantasio
- Křišťálový glóbus 2014 – Nominace pro nejlepší film